# Dwight Davis (koszykarz)
Dwight E. Davis (ur. 28 października 1949 w Houston) – amerykański koszykarz, występujący na pozycji skrzydłowego.

## Osiągnięcia
NCAA
- Zaliczony do II składu All-American (1972 przez Associated Press i Converse)[1]

NBA
- Wybrany do I składu debiutantów NBA (1973)[2]